# Marzio Ginetti

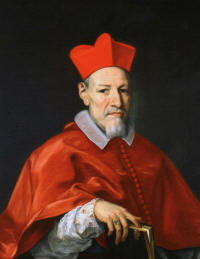
Marzio Kardinal Ginetti (Porträt von Giovan Battista Gaulli detto il Baciccio – 17. Jh.)

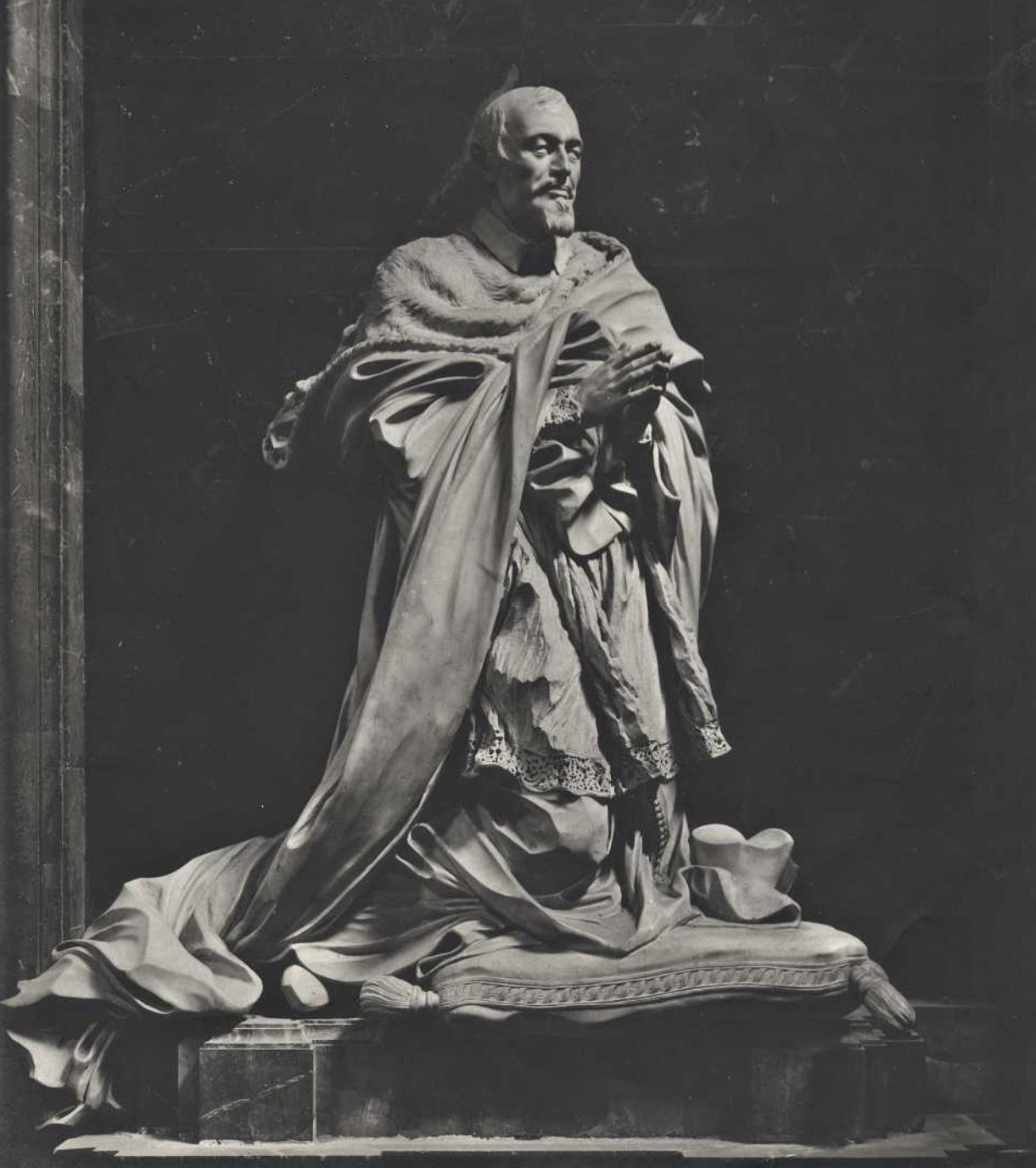
Antonio Raggi: Grabdenkmal des Kardinals Marzio Ginetti; Rom, Sant’Andrea della Valle, Cappella Ginetti

Marzio Ginetti (* 6. April 1585 in Velletri; † 1. März 1671 in Rom) war ein italienischer Geistlicher, Bischof und Kardinal der Römischen Kirche.

## Leben

Kardinalswappen (modernes Schema)

Marzio Ginetti war der Sohn des Giovambattista Ginetti und dessen Ehefrau Olimpia Ponzianelli. Sein Neffe Gianfrancesco Ginetti wurde 1681 ebenfalls Kardinal.
Noch als Kind kam er nach Rom und erfuhr dort seine Ausbildung. Während seiner Laufbahn an der römischen Kurie schloss er Bekanntschaft mit Kardinal Maffeo Barberini, dem späteren Papst Urban VIII. 1609 wurde er Referendar an den Gerichtshöfen der Apostolischen Signatur, später war er Vikar des Kardinals Odoardo Farnese in dessen Titeldiakonie Santa Maria in Via Lata, weiterhin auch im Bistum Sabina.
Im Konsistorium vom 19. Januar 1626 ernannte Papst Urban VIII. ihn in pectore zum Kardinaldiakon. Er wurde am 5. Februar 1626 zum Präfekten des Apostolischen Palastes ernannt. Im Konsistorium vom 30. August 1627 wurde seine Kardinalserhebung publiziert und am 6. Oktober desselben Jahres erhielt er den Kardinalshut sowie die Titeldiakonie Santa Maria Nuova verliehen. Vom 2. Oktober 1629 bis zu seinem Tod war er Vikar für die Stadt Rom. Am 6. Februar 1634 wechselte er zur Titeldiakonie Sant’Angelo in Pescheria. Vor 1635 wurde er Präfekt der Kongregation für die Bischöfe und Regularen, was er bis zu seinem Tode blieb.
Als Legatus a latere in Köln vertrat er den Heiligen Stuhl bei den Verhandlungen zwischen den europäischen Mächten, die schließlich 1648 – ohne Beteiligung Ginettis – zum Westfälischen Frieden und zur Beendigung des Dreißigjährigen Krieges führen sollten. Das Scheitern dieser wichtigen Mission lag wohl zum Teil in Ginettis Mangel an diplomatischer Erfahrung begründet, der als Legat, insbesondere als ein Günstling des Papstes und unbedarfter Charakter, hierzu ausgewählt worden war: Er erwies sich als ungeeignet für die Aufgabe des Vermittlers und war nicht in der Lage, die päpstliche Delegation, die durch Rivalitäten gespalten war und die Ginetti als ehrgeizig und unfähig betrachtete, wirksam zu leiten. Jedoch lagen die entscheidenden Gründe für das Scheitern an anderer Stelle: Das Misstrauen der europäischen Mächte gegenüber der päpstlichen Vermittlung, das Gleichgewicht der militärisch-politischen Kräfte, vor allem aber die kurialen Anweisungen an Ginetti, die auf der einen Seite vorschrieben, sich darauf zu beschränken, die Verhandlungen zwischen den Diplomaten zu unterstützen, ihn andererseits aber dazu drängten, sich für eine Stärkung der Positionen des Katholizismus in Deutschland und des Papsttums in Italien einzusetzen. Dies alles schränkte seine Position so weit ein, dass ihm keine führende Rolle beim Friedensschluss in Münster und Osnabrück mehr zukommen konnte.
Am 14. März 1644 wurde er Kardinaldiakon von Sant’Eustachio. Er nahm am Konklave 1644 teil, bei dem Papst Innozenz X. gewählt wurde. Am 17. Oktober 1644 wurde Marzio Ginetti zum Kardinalpriester erhoben und erhielt die Titelkirche Santa Maria degli Angeli. Er wechselte am 19. Februar 1646 zur Titelkirche San Pietro in Vincoli und wiederum am 23. September 1652 zur Titelkirche Santa Maria in Trastevere.
Am 9. Juni 1653 wurde er zum Kardinalbischof des suburbikarischen Bistums Albano erhoben. Die Bischofsweihe spendete ihm am 6. Juli desselben Jahres der Kardinalbischof von Porto und Santa Rufina, Francesco Barberini; Mitkonsekratoren waren Giovanni Battista Spada, Lateinischer Patriarch von Konstantinopel, und Erzbischof Giulio Rospigliosi, der spätere Papst Clemens IX. Marzio Ginetti nahm am Konklave 1655 teil, aus dem Alexander VII. als Papst hervorging. Ab 1661 bis zu seinem Tod war er Präfekt der Kongregation für den Index und von Juni 1663 bis zu seinem Tod Präfekt der Ritenkongregation. Am 2. Juli 1663 wechselte er auf den suburbikarischen Bischofssitz von Sabina und am 11. Oktober 1666 auf den von Porto und Santa Rufina, zugleich wurde er Vize-Dekan des Heiligen Kardinalskollegiums. Er war Teilnehmer am Konklave 1667, das Clemens IX. zum Papst wählte, sowie am Konklave 1669–1670, das Clemens X. erwählte, wobei er letzteres am 30. März 1670 verließ.
Marzio Ginetti starb in Rom und wurde in der dortigen Kirche Sant’Andrea della Valle beigesetzt.